# Cyclophyllum pancheri
Cyclophyllum pancheri là một loài thực vật có hoa trong họ Thiến thảo. Loài này được (Baill.) Guillaumin mô tả khoa học đầu tiên năm 1930.